# Annely Peebo
Annely Peebo (Viljandi, 16 november 1971) is een mezzosopraan uit Estland. Ze studeerde af als koordirigente en volgde lessen in lied en operazang. Ze studeerde ook aan de Universiteit voor Muziek en Drama in Wenen. Daar begon ze in 1997 haar zangcarrière. Ze werd permanent lid van het ensemble van de Wiener Volksoper. Ze zong in de opera Rigoletto en vertolkte vele andere operarollen.
Tijdens de Wiener Festwochen 2001 zong Annely Peebo in de eerste uitvoering van de opera Penthesilea. Op het festival van Salzburg in 2002 tracteerde Annely Peebo het publiek op werken van Mozart en George Gershwin. Ze trad ook op met Plácido Domingo, Renato Bruson en Stefania Bonfadelli.
Annely Peebo spreekt vijf talen. Dat resulteerde niet alleen in een hoofdrol in de Franse musical Les leçons de ténèbres maar ook in het presenteren van het Eurovisiesongfestival van 2002.

## Externe kink
- Overzicht van de operarollen van Annely Peebo

- Biblioteca Nacional de España: XX4437488
- Gemeinsame Normdatei: 143170392
- International Standard Name Identifier: 0000 0001 1801 7116
- MusicBrainz: 84bea2d1-7817-4c43-af84-66c21ced939b
- Système universitaire de documentation: 244097550
- Virtual International Authority File: 168948942
- WorldCat: E39PBJghkF9JCKVjTcgXRytMyd